# Benjamin Biolay
Pour les articles homonymes, voir Biolay.
Benjamin Biolay, né le 20 janvier 1973 à Villefranche-sur-Saône (Rhône), est un auteur-compositeur-interprète, producteur et acteur français.
Il est révélé au grand public en 2000, en composant avec Keren Ann l'album d'Henri Salvador, Chambre avec vue qui comprend notamment la chanson Jardin d'hiver. Benjamin Biolay est récompensé par 6 victoires de la musique : l'album révélation de l'année pour Rose Kennedy en 2002, l'interprète masculin de l'année et l'album de chansons pour La Superbe en 2010, Palermo Hollywood en 2017 et en 2021 l'interprète masculin et l'album de l'année pour Grand Prix.
Également acteur, il tourne avec Lætitia Masson, Anne Giafferi, Olivier Assayas, Tonie Marshall, Emmanuel Finkiel, Christophe Honoré, entre autres. Son rôle dans Stella de Sylvie Verheyde lui vaut une nomination au César du meilleur acteur dans un second rôle en 2009.

## Biographie

### Enfance, formation et débuts
Benjamin Biolay naît le 20 janvier 1973 à Villefranche-sur-Saône dans un univers musical. Sa mère, Chantal, est issue d’une ancienne lignée de forgerons savoyards, la famille Opinel. Le grand-père de sa mère, Joseph Opinel (1867-1926) est le cousin homonyme du fondateur de la coutellerie Opinel, Joseph Opinel (1872-1960). Son père est agent de maîtrise à la MNEF,, clarinettiste amateur et joue dans l'orchestre municipal. Son arrière-grand-père paternel possédait une distillerie à Villefranche-sur-Saône.
Malgré cette ascendance, Benjamin Biolay grandit dans un milieu modeste, ses deux grands-pères ayant vécu, l'un une brouille familiale et l'autre un échec commercial. Il fait ses études au collège et lycée Notre-Dame de Mongré à Villefranche-sur-Saône.
Il acquiert dans sa jeunesse la pratique du violon et du tuba notamment dans une fanfare puis intègre le conservatoire à rayonnement régional de Lyon où il apprend le trombone et en sort en 1990 avec deux premiers prix. Parallèlement au conservatoire, il s'initie, en autodidacte, à la guitare et à la pop et suit aussi les enseignements des classes musicales du lycée Saint-Exupéry à Lyon.
Au début des années 1990, il s'installe à Paris et sort quelques maquettes confidentielles. Il enregistre avec son groupe de l'époque, Matéo Gallion, un live (Live au Barbar, 1994) avant d'être remarqué par EMI chez qui il signe en 1996 et sort ses premiers singles, La Révolution (1997) puis Le jour viendra (1998), qui obtiennent peu d'échos. Il coécrit en 1998 avec Keren Ann le titre 1 + 1 du groupe Shelby, composé de Keren Ann, Karen Brunon et Xavier Druot.

### Succès critique (2000-2007)

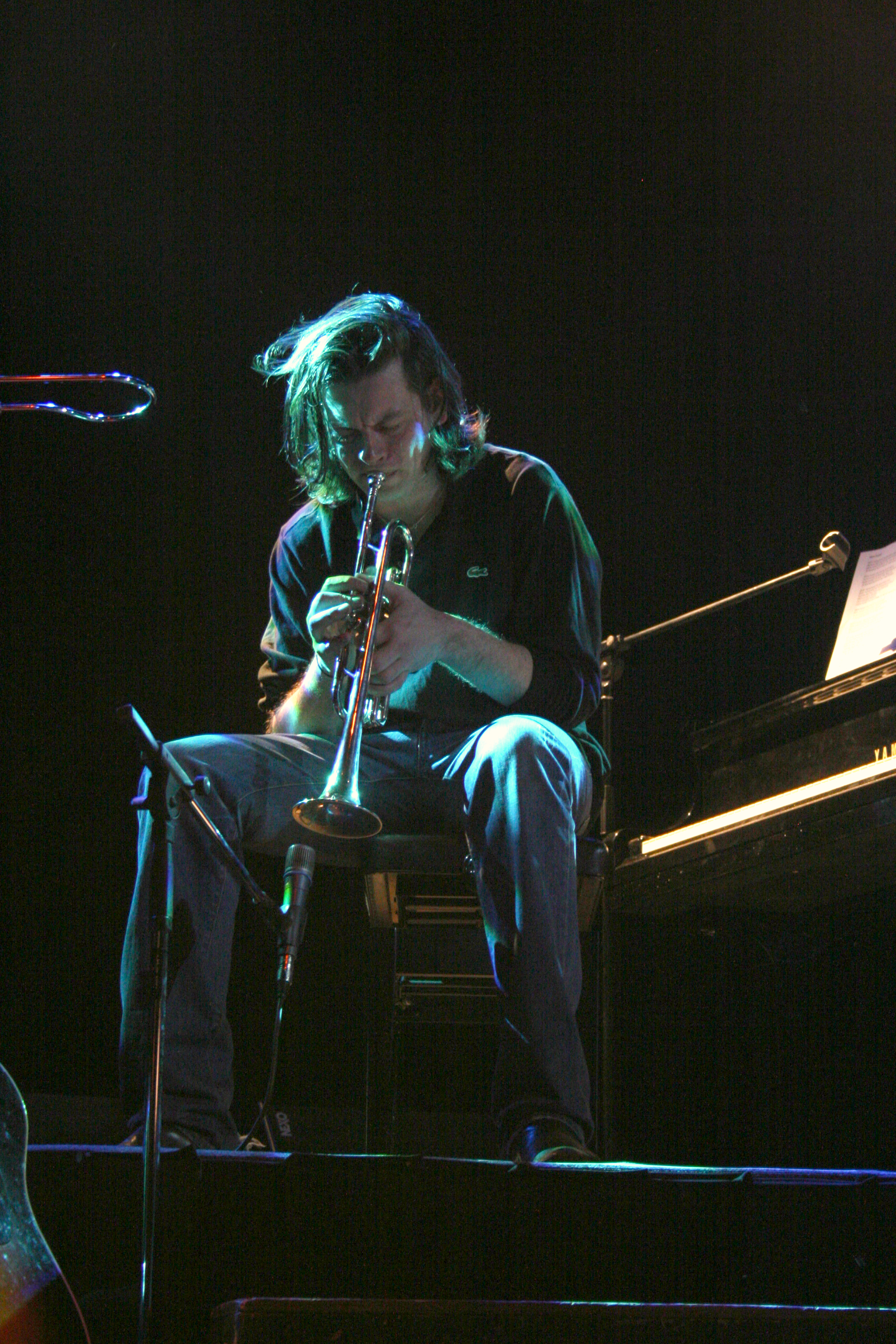
Benjamin Biolay à la trompette, lors d'un concert en 2008.

Benjamin Biolay obtient son premier succès commercial et public en 2000 en tant qu'auteur grâce aux titres qu'il coécrit avec Keren Ann pour Henri Salvador sur l'album Chambre avec vue. L'album vendu à un million d'exemplaires, reçoit une victoire de la musique en 2001.
C'est en mai 2001 que sort son premier album : Rose Kennedy, une histoire fantasmée de la famille Kennedy, sur fond de pop jazzy aux arrangements parfois intimistes, parfois sombres. L'album remporte la Victoire de la musique de l'Album révélation de l'année en 2002 et est disque d'or,. Un EP live enregistré au Casino de Paris sort en 2002 avec le single Los Angeles.
En 2003 sort son deuxième album Négatif, dans lequel il marie le folk à son univers de cordes, de piano et de claviers de collection, avec une nonchalance un brin gainsbourgienne,. Chiara Mastroianni, son épouse de 2002 à 2005, a contribué aux chœurs sur ce disque, signe avant-coureur du projet Home (2004) : pour cet album intimiste en forme de road movie, elle partage les parties voix avec Benjamin Biolay. La même année, il écrit la bande originale du film Clara et Moi de Arnaud Viard. Hélas, le couple très people intéresse davantage que ses productions musicales.
Début 2005, Benjamin Biolay publie À l'origine. Ce recueil de quatorze chansons, qu'il dit plus personnelles, est plutôt sombre tel que  le titre L'histoire d'un garçon. Cet album marque aussi l'apparition de ses premières boucles électroniques. Toujours salué par la presse française, jugeant cet album plus offensif que les autres, c'est le New York Times qui lui consacre un long article le 27 mars 2005 intitulé Le Pop Star.
En 2007, il publie Trash Yéyé que l'auteur considère comme le tome II d'À l'origine. Toujours sombre, toujours largement autobiographique, le spleen et les ruptures amoureuses en sont les thèmes principaux. Si le single Dans la Merco-Benz obtient un certain succès, les ventes de l'album sont plus délicates.
Le succès public n'est pas au rendez-vous. Son premier album, Rose Kennedy, disque d'or - plus de 75 000 exemplaires vendus - reste, avant 2009, son plus grand succès de vente. Les albums suivants connaissent une réception critique excellente mais les chiffres de ventes ne suivent pas : À l'origine et Trash Yéyé ne se vendront, respectivement, qu'à 35 800 et 19 800 exemplaires. Tant et si bien que, comme l'explique l'artiste, dans un contexte de crise du disque, après des ventes mitigées de son dernier album, Trash Yéyé, dont la promotion avait déjà été négligée par la maison de disques, produire un nouveau disque de Benjamin Biolay n'est plus une priorité pour EMI.
En marge de sa carrière musicale, Benjamin Biolay fait ses premiers pas au cinéma et il est nommé aux César en 2009 pour son second rôle dans Stella.

### Rencontre avec le public (2009-2017)

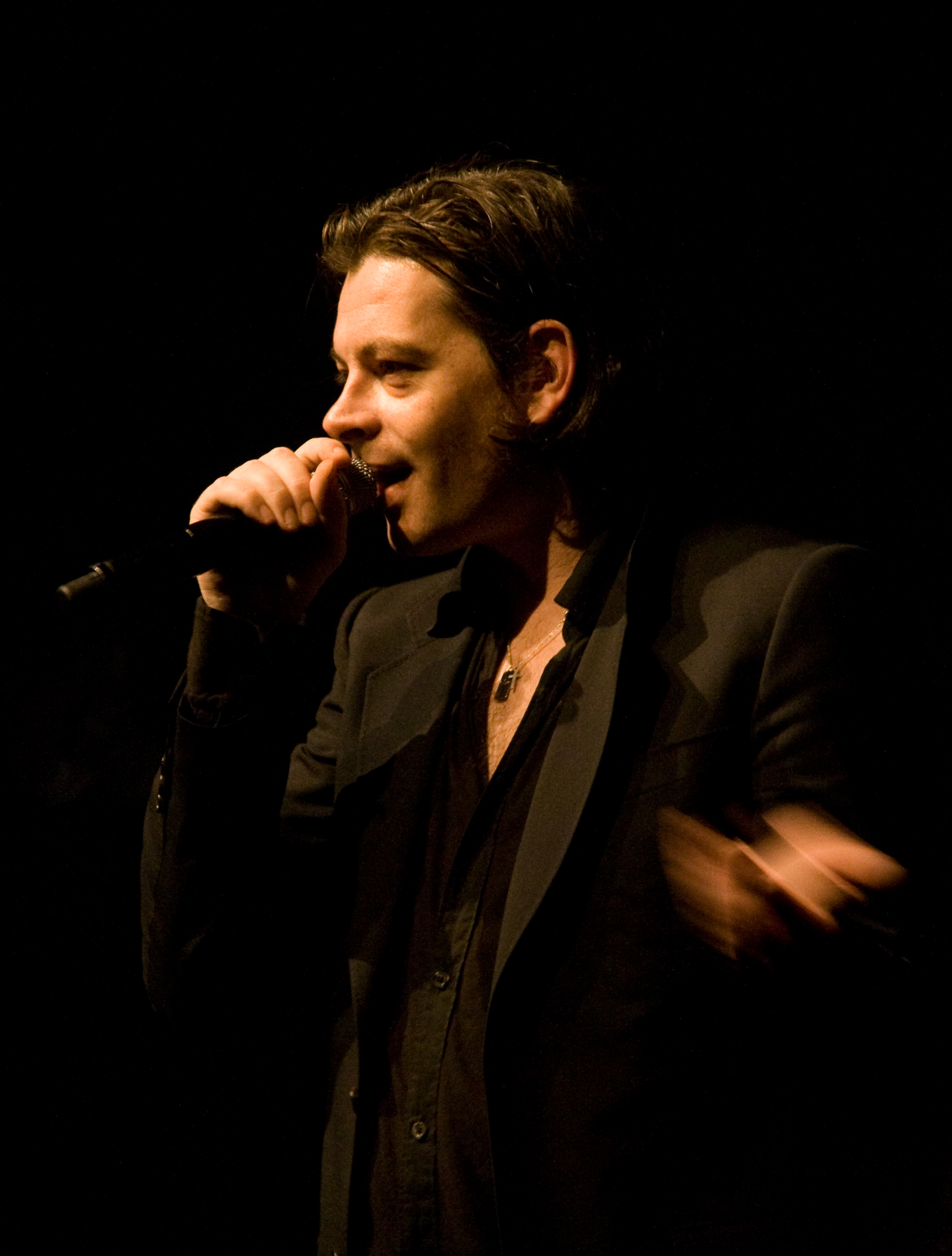
Benjamin Biolay en concert en 2011.

En 2009, il quitte Virgin Music (label d'EMI) pour la maison d'édition Naïve, label indépendant fondé par Patrick Zelnik, fondateur de Virgin France. Son cinquième album studio, La Superbe, dont il est le producteur, paraît le 19 octobre 2009. Cordes, cuivres, guitares, boucles électroniques, quoique toujours largement introspectif dans ses thèmes, l'album semble plus lumineux et optimiste et Benjamin Biolay présente une voix plus affirmée que sur ses précédents albums. « Garder la superbe dans le chaos, dans mes moments difficiles, puisque, j'ai traversé, à tous points de vue, une sale période de ma vie. Ce double album est une grande épopée intime, un mini-opéra urbain, treize mois d'errance sentimentale et existentielle ». Il est marqué par le duo Brandt Rhapsodie, avec Jeanne Cherhal. La semaine de sa sortie l'album entre à la troisième place du classement des meilleures ventes d'albums en France. Il est disque d'or avec 160 000 exemplaires vendus et est doublement récompensé aux Victoires de la musique 2010 en recevant la Victoire de l'artiste-interprète masculin et celle du meilleur album. « Le succès m'a à la fois surpris et rassuré, notamment sur scène, où pour la première fois les salles étaient remplies, avec des gens enfin heureux de me voir débarquer ».
En 2011, il sort un album de seize titres qui illustre le film Pourquoi tu pleures ? composé entre autres de trois duos, puis, en fin d'année, sort une compilation de dix-neuf titres dont un inédit intitulé L'eau claire des fontaines. Il rend hommage à Alain Bashung sur l'album de reprises Tels Alain Bashung, dans lequel il interprète Ma petite entreprise. Le concert du Casino de Paris sort en dvd, réalisé par Laetitia Masson.
Le 5 novembre 2012, il publie son sixième album intitulé Vengeance dans lequel il s'oriente davantage vers le hip hop. L'album comprend plusieurs duos, notamment avec Orelsan, Vanessa Paradis, Carl Barat et Oxmo Puccino. « C’est un album joyeux. La Superbe était un disque de dépits, de constats. Vengeance, c’est plutôt la vie est belle, ce qui dans mon langage romantique signifie ballades un peu noires ».

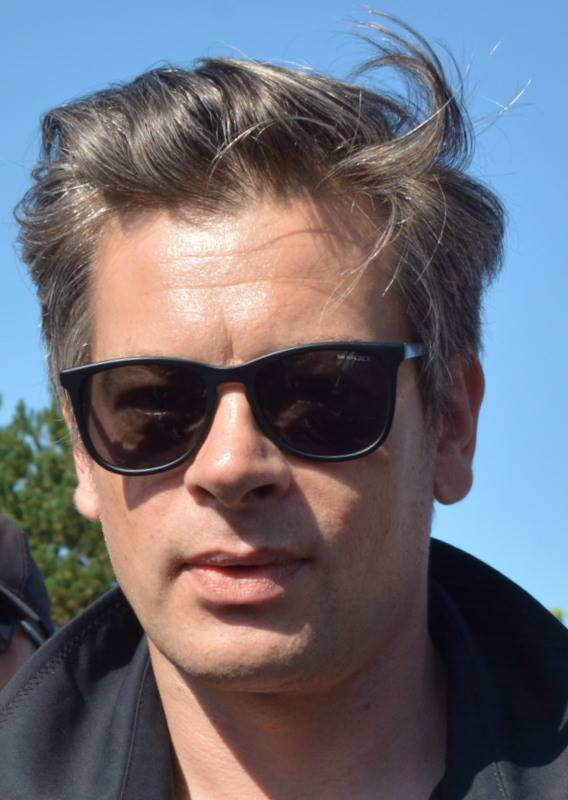
Benjamin Biolay au festival du cinéma américain de Deauville 2017.

Le 22 avril 2016, il sort Palermo Hollywood, façonné en grande partie en Argentine. « Ce disque a été pensé entre deux villes et deux hémisphères, pour mieux nous raconter en seize nouveaux titres une audio pelicula où se croisent Ennio Morricone, ballade française, néo cumbia, lyrisme et grand orchestre, percussions latines et bandonéon électrique ». L'album obtient la Victoire de l'album de chansons, variétés lors des Victoires de la musique 2017.
Le 19 mai 2017, Benjamin Biolay revient avec l'album Volver, deuxième volet d'un diptyque entamé avec Palermo Hollywood. Cette même année, il participe en tant que membre du jury à la treizième saison du télé-crochet Nouvelle Star. À partir de l'année suivante, il est un invité récurrent de Burger Quiz sur TMC.

### Grand Prix(2020) etSaint-Clair(2022)

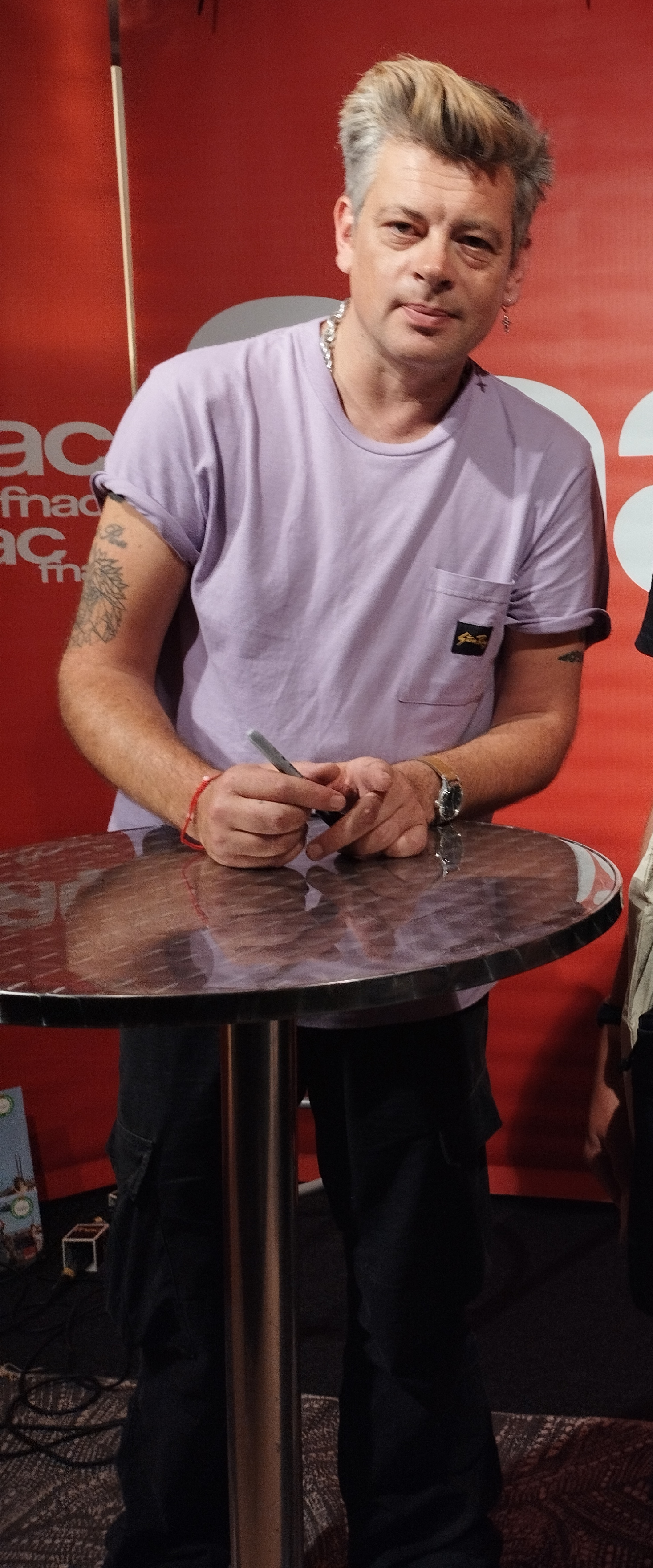
Benjamin Biolay en séance de dédicaces à la Fnac de Saint-Lazare en septembre 2022.

Le 24 avril 2020 sort le single Comment est ta peine ?, premier extrait du 9e album studio Grand Prix. Le titre de l'album fait référence à une passion du chanteur : la course automobile. « C'est un album concept. La course, le voyage, la route, la vie, la victoire, la défaite.... Ce sont les fils conducteurs. En tournée, on passe notre temps sur les routes. C'est un peu comme un pilote qui fait des tours en rond. On a toujours l'impression de faire ce grand voyage pour se retrouver au même endroit, l'après-midi, quand la salle est vide. Et puis la magie redémarre le soir. Cela fait partie des choses qui ont inspiré cet album ». L'album a été enregistré dans deux studios, français et belge, avec entre autres Johan Dalgaard et Philippe Entressangle. L'album, plus rock que les précédents, obtient un succès critique et public. Comment est ta peine ? comptabilise 20 millions de streamings.
L'album, n°1 des ventes à sa sortie, est disque de platine avec 150 000 exemplaires vendus,,. La tournée de soixante-dix dates commencée puis suspendue en octobre en raison de la crise sanitaire reprend en janvier 2021. Aux Victoires de la musique 2021, Benjamin Biolay reçoit la Victoire de l'artiste interprète masculin et la Victoire de l'album de l'année.
Le 9 septembre 2022, Benjamin Biolay publie son dixième album Saint-Clair en hommage au mont Saint-Clair qui culmine sur la ville de Sète dont sa famille est originaire. Enregistré avec Pierre Jaconelli (guitare et basse), Johan Dalgaard (claviers) et Philippe Entressangle (batterie), il contient un duo avec Clara Luciani (Santa Clara) qui faisait ses premières parties. « Un album aux couleurs du rock et de la scène » pour Le Nouvel Observateur, « tout aussi réussi que ses précédents, aux textes crus, riches de références autobiographiques » pour Les Echos. Le premier single est Rends l'amour! sorti en juin,.
Saint-Clair se classe numéro un des albums français en physique ainsi qu'en diffusion sur les plateformes numériques, une semaine après sa sortie, ce qui en fait l'un des albums francophones les plus vendus de l'année.
Le 21 décembre 2022, il anime la soirée Benjamin Biolay Christmas show, diffusée sur Canal+.

### Collaborations
Dans un premier temps, c'est grâce à ses collaborations avec d'autres artistes qu'il acquiert progressivement de la notoriété. En 1995, il écrit des arrangements pour L'Affaire Louis' Trio, dont le chanteur Hubert Mounier est un ami. En 1999, il participe à l'écriture, la réalisation et la composition du premier album de Keren Ann : La Biographie de Luka Philipsen. Ce travail à deux est remarqué et le duo est invité à travailler sur l'album Chambre avec vue d'Henri Salvador. Ils sont ainsi les auteurs, entre autres, du titre phare Jardin d'hiver qui aura en 2000 un beau succès. Cette collaboration achèvera de faire connaître au grand public les noms de Keren Ann et de Benjamin Biolay.
Benjamin Biolay continue ses multiples collaborations les années qui suivent. Avant même la sortie de son premier album, il est crédité, en 2000 et 2001, sur les albums de Raphael, de Coralie Clément (sa sœur), d'Hubert Mounier et de Lulu Gainsbourg et Bambou. Après Chambre avec vue, il connaît un nouveau succès en réalisant l'album Mieux qu'ici-bas d'Isabelle Boulay écoulé à 1,5 million d'exemplaires. Par la suite, il continue à collaborer avec de nombreux artistes (voir le paragraphe « Collaborations »), notamment avec La Ceinture, single du second album d'Élodie Frégé, Le Jeu des 7 erreurs, dont il signe la moitié des textes et des musiques, single salué à la fois par ses pairs (il reçoit en 2007 le Grand prix de l'Union nationale des auteurs et compositeurs pour ce titre) et le public (l'album sera disque d'or).
En 2013, il réalise et produit le sixième album de Vanessa Paradis, Love Songs dont il écrit et compose huit titres ainsi qu'un duo avec la chanteuse : Les Roses roses. L'opus, encensé par les critiques, s'écoule à plus de 200 000 exemplaires et obtient un double disque de platine.
Du 12 octobre au 19 décembre 2013, puis, du 10 juin au 28 juillet 2014, il accompagne Vanessa Paradis en tournée sur le Love Songs Tour en tant que musicien et pour un duo sur Les Roses roses, Station Quatre-septembre ou le titre inédit Pas besoin de permis.
En 2014, il réalise, coécrit et cocompose le premier album de son amie d'enfance la violoniste Karen Brunon, déjà chanteuse du groupe Circus.
Le 15 juin 2015, il coproduit l'album de reprises Trenet accompagné de Denis Benarrosh et Nicolas Fiszman dans lequel il reprend treize titres de Charles Trenet.
À l'été 2018, Benjamin se produit sur scène (à Sète et aux Folies Bergère à Paris) en compagnie de Melvil Poupaud dans un spectacle intitulé Songbook mêlant musique, théâtre et cinéma, composé de reprises de grandes chansons françaises (Charles Aznavour, Juliette Gréco, Nino Ferrer...). L'album composé de 18 titres sort en novembre et sont annoncées quarante dates de concert pour l'hiver 2019 avec notamment un passage à l'Olympia,.

### Vie privée
En 2002, quelques mois après leur rencontre, il épouse Chiara Mastroianni. Ils ont une fille, Anna, née le 22 avril 2003. Ils divorcent en 2009.
Le 13 mai 2014, lors d'un défilé Chanel à Dubaï, Vanessa Paradis officialise sa relation avec le chanteur français. Ils se séparent en mai 2015.
De juin 2015 à 2016, il est en couple avec Anna Mouglalis.
Il a été en couple avec Virginie Ledoyen.
Il est également le père d'une fille qui vit en Argentine.
En septembre 2022, il se confie au magazine Marie Claire concernant son alcoolisme.

## Prises de positions politiques
Déclarant être « militant socialiste », Benjamin Biolay soutient la candidature de la candidate du Parti socialiste Ségolène Royal lors de l'élection présidentielle de 2007.
En 2011, il soutient François Hollande contre Martine Aubry à la primaire socialiste. En 2012, il appelle à voter pour le candidat Hollande.
En 2014, il compose, enregistre et met en ligne une chanson intitulée Le Vol noir en réaction aux résultats des élections européennes qui placent le Front national en tête.
Benjamin Biolay fait partie des signataires, en novembre 2016, d'une tribune publiée dans Le Journal du Dimanche pour dénoncer le « Hollande-bashing » rappelant « tout ce qui a été accompli » notamment « la sanctuarisation du budget de la culture ».
Lors du premier tour de l'élection présidentielle de 2017, il vote en faveur de Benoît Hamon, commentant à ce sujet en janvier 2018 : « juste parce que c'était le candidat du parti ». Il estime être « militant de pensée socialiste, ouais, mais pas militant du Parti socialiste. Il ne me parle plus, je n'ai plus de nouvelles de lui. Même à travers les médias, rien ne me connecte au PS ».
En septembre 2018, à la suite de la démission de Nicolas Hulot, il signe avec Juliette Binoche la tribune contre le réchauffement climatique intitulée « Le plus grand défi de l'histoire de l'humanité », qui paraît en une du journal Le Monde, avec pour titre L'appel de 200 personnalités pour sauver la planète.
Malgré ses propos tenus en 2017 vis-à-vis du parti socialiste, il annonce quelques jours avant le premier tour de l'élection présidentielle de 2022 qu'il votera pour Anne Hidalgo.

## Discographie

### Albums Collaboratifs
avec Chiara Mastroianni
avec Nicolas Fiszman et Denis Benarrosh
avec Melvil Poupaud

## Collaborations
- 1997 : L'Affaire Louis Trio, arrangements
- 2000 : Henri Salvador — Chambre avec vue. Écriture de quatre titres dont Jardin d'hiver
- 2000 : Peter Kitsch — Dévaste-moi. Réalisation du titre
- 2000 : Keren Ann — La Biographie de Luka Philipsen. Écriture, composition et réalisation de l'album. Duo sur Décrocher les étoiles
- 2000 : Isabelle Boulay — Mieux qu'ici-bas. Réalisation de l'album
- 2000 : Raphael — Hôtel de l'univers. Piano sur le titre Libre service
- 2000 : Peter Kitsch — Presque ce n'est pas assez. Réalisation du titre
- 2001 : Coralie Clément — Salle des pas perdus. Écriture, composition et réalisation de l'album
- 2001 : Hubert Mounier — Le Grand Huit. Réalisation de l'album
- 2001 : Lulu et Bambou Gainsbourg — Ne dis rien. Réalisation de deux titres
- 2002 : Keren Ann — La Disparition. Écriture, composition et réalisation de l'album
- 2002 : Jeff Bodart — Ça ne me suffit plus. Arrangements
- 2003 : Valérie Lagrange — Fleuve Congo. Écriture et composition de trois titres dont Fleuve Congo. Duo sur La Chanson de Tessa
- 2003 : Julien Clerc — Studio. Adaptation de Dancing in the Dark rebaptisé en Le Bal des adieux
- 2003 : Stephan Eicher - Taxi Europa. Réalisation d'une partie de l'album
- 2003 : Nada Surf — Single L’Aventurier. Réalisation de cette reprise d’Indochine
- 2003 : L’Hymne à la môme. Reprise de Plus bleu que tes yeux sur cet album hommage à Édith Piaf
- 2003 : Keren Ann — Not going anywhere. Écriture, composition et réalisation de l'album
- 2003 : Juliette Greco — Aimez-vous les uns les autres ou bien disparaissez…. Écriture, composition et réalisation de plusieurs titres
- 2003 : Jordy Whitekluff — Femme ou Animal. Écriture et arrangements
- 2003 : Heather Nova — Storm. Duo sur Let's talk about Love
- 2003 : Dorval — Les Choses De La Vie. Arrangements et réalisation d'un titre (Le Bal des officiers)
- 2004 : Isabelle Boulay — Tout un jour. Réalisation de l'album
- 2004 : Elsa — De lave et de sève. Écriture et composition de la chanson Mon amour
- 2004 : Françoise Hardy — Tant de belles choses. Écriture, composition et réalisation de L'ombre de la lune
- 2004 : Coralie Clément — Bye bye Beauté. Écriture, composition et réalisation
- 2004 : 10 ans ensemble (Sidaction). Interprète et créateur du titre Aimer tue
- 2005 : Hubert Mounier — Voyager léger. Réalisation de l'album
- 2005 : Daphné — L’Émeraude. Réalisation et arrangements de deux titres
- 2005 : Marie-Amélie Seigner — Merci pour les fleurs — écriture d'une chanson
- 2006 : Élodie Frégé — Le Jeu des 7 erreurs. Écriture, composition et réalisation de l'album. Duo sur le titre Le Jeu des 7 erreurs
- 2006 : Dick Rivers - Album Le mauvais joueur
- 2006 : Françoise Hardy — Parenthèses... — Duo sur Des lendemains qui chantent (reprise du titre de l'album Négatif)
- 2007 : Ambrosia Parsley - Tainted Love : Mating calls and fight songs. Réalisation de plusieurs titres.
- 2007 : Vincent Delerm — Favorite Songs. Duo sur Les Cerfs-volants (reprise du titre de l'album Rose Kennedy)
- 2008 : Tombés pour Daho. Reprise de Les Bords de Seine en duo avec Elli Medeiros sur cet album hommage à Étienne Daho
- 2008 : Julien Clerc, coproducteur, coarrangeur, musicien sur l'album Où s'en vont les avions ?. Auteur de Sous sa grande ombrelle et La rue Blanche, le petit matin bleu.
- 2008 : Coralie Clément — Toystore. Écriture, composition et réalisation de l'album. Il joue également de l'ensemble des instruments.
- 2008 : Carla Bruni — Comme si de rien n'était. Arrangement des cordes.
- 2009 : Alka — Écriture et réalisation du premier album (sorti en 2013)
- 2009 : Écriture de la musique du court métrage Une dernière cigarette. Duo avec Julie Gayet
- 2010 : Judith Godrèche — Toutes les filles pleurent — écriture de trois chansons pour l'album et duo sur le titre Toutes les filles pleurent
- 2010 : Jeanne Cherhal — Charade. Coécriture des textes d'une chanson : J'ai pas peur
- 2010 : Marie Warnant — Ritournelle. Écriture d'une chanson : La Valse
- 2010 : Sylvie Vartan — reprise de La Vanité[67]
- 2010 : 113 — Universel. Duo sur Texas Hold'em[68]
- 2011 : Tels Alain Bashung, reprise du titre Ma petite entreprise sur l'album hommage à Alain Bashung
- 2011 : Jacno Future, reprise du titre D'une rive à l'autre sur l'album hommage à Jacno, en duo avec Chiara Mastroianni (sous le nom du groupe Home)
- 2011 : Isabelle Boulay - Les grands Espaces, production, arrangements, écriture de titres et duo sur le titre Summer Wine
- 2011 : Christina Rosenvinge - La Idiota En Mi (Mayor) duo sur l'album La Joven Dolores.
- 2012 : Petula Clark - Petula, écriture du titre Ton cœur est dans le mien
- 2012 : Elisa Jo - Back Around, production et arrangements
- 2012 : Henri Salvador — Tant de temps. Production, arrangements, orchestration de l'album et un duo sur Ça leur passera
- 2012 : Pop'pea d'après L'incoronazione di Poppea de Claudio Monteverdi, version vidéo-pop de l'opéra, au Théâtre du Châtelet : rôle de Othondu, mise en scène de Ian Burton et Giorgio Barberio Corsetti
- 2012 : Julia Stone - Let's Forget, duo sur l'album By The Horns
- 2012 : Daphné - Dis, quand reviendras-tu ?, duo sur l'album Treize chansons de Barbara
- 2013 : Vanessa Paradis - Réalisation de l'album Love Songs. Écriture et composition de 8 titres. Duo sur Les roses roses.
- 2013 : Vanessa Paradis - Piano, trombone, violon, guitare et duo sur la tournée Love Songs Tour du 12 octobre au 19 décembre 2013.
- 2013 : BB Brunes - Long Courrier (édition collector). Duo sur le titre Long courrier.
- 2013 : Alka Balbir - La Première fois, entièrement écrit, composé et arrangé par Benjamin Biolay[69].
- 2013 : Arman Melies - Mon plus bel incendie. Acteur dans le clip réalisé par Julie Gavras[70]
- 2014 : La Bande à Renaud Volume 1 - Reprise de Deuxième génération
- 2014 : Vanessa Paradis - Piano, trombone, violon, guitare et duo sur la tournée européenne Love Songs Tour du 10 juin au 28 juillet 2014.
- 2014 : Vanessa Paradis - Pas besoin de permis, duo inédit
- 2014 : CharlÉlie Couture - Réalisation de l'album I m Mortel
- 2014 : Daphné - Ballade criminelle, duo sur l'album La fauve
- 2014 : La Bande à Renaud Volume 2 - Reprise de Miss Maggie
- 2014 : Carl Barât - Écriture de Glory days
- 2014 : Band Aid 30 - Noël est là (single caritatif)
- 2014 : Karen Brunon - Réalisation de l'album La fille idéale. Composition du titre Rien
- 2015 : Des airs de liberté (album hommage à Jean Ferrat) - Reprise de C'est beau la vie en duo avec Catherine Deneuve
- 2016 : Les chanteurs sont tous les mêmes - Duo sur l'album À Présent de Vincent Delerm[71]
- 2016: Moon & Sand, trompette en accompagnement d'Ibeyi sur ce titre de l'album Autour de Chet (hommage à Chet Baker)
- 2016: That's all right, reprise sur l'album A teenager's dream réalisé par Dominique Blanc-Francard
- 2017 : Isabelle Boulay - En vérité. Réalisation de l'album
- 2017: Le temps qui passe duo avec Jil Caplan sur son album Imparfaite
- 2017 : Duo avec Louane pour la cérémonie d'ouverture du Festival de Cannes - reprise de la chanson Le Cinéma de Claude Nougaro
- 2017 : La vie ne vaut rien sur l'album hommage à Alain Souchon, Souchon dans l'air
- 2017 : Retiens la nuit sur l'album hommage à Johnny Hallyday, On a tous quelque chose de Johnny
- 2018 : duo Un chagrin ne vient jamais seul sur l'album de Marc Lavoine Je reviens à toi
- 2018 : MILK Make my way to Paris - écriture d'un couplet et duo[72]
- 2018: Paris sur mer sur l'album Blaze Away de Morcheeba[73]
- 2018: El Gatito Raton, sur l'album Souris Calle de Sophie Calle
- 2019 : Sortez les clowns, texte pour l'album Hallelujah! de Frédéric Lo
- 2019 : Sale pour l'album de Yarol Poupaud
- 2020 : Centre ville et Mauvais perdant sur l'album Centre ville de Calogero[74]
- 2021 : Pleurs de fumoir avec Hoshi sur son album Étoile flippante
- 2021 : Nolwenn Leroy — La Cavale : réalisation, écriture et composition de l'album[75]
- 2022 : Grand Corps Malade, Ben Mazué & Gaël Faye - La cause sur l'EP Éphémère : composition
- 2023 : Il ne manque plus que tu me manques avec Isabelle Adjani sur son album Bande originale
- 2023 : Chercher le garçon avec Elli Medeiros sur l'album Cœur sacré - un hommage de Frédéric Lo à Daniel Darc
- 2025 : Lame de fond avec ASPHALT sur l'EP Cocktail Exil
- 2025 : Jeanne avec Jeanne Cherhal

## Filmographie

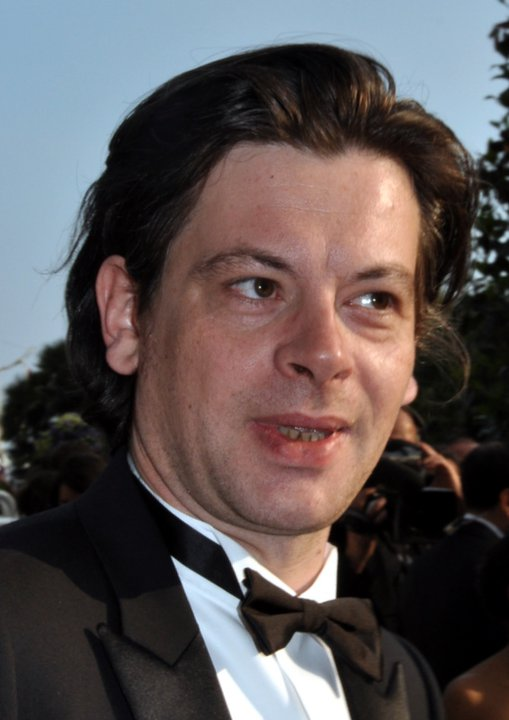
Benjamin Biolay au festival de Cannes 2011.

### Acteur

#### Cinéma
- 2004 : Pourquoi (pas) le Brésil de Lætitia Masson : lui-même
- 2008 : Didine de Vincent Dietschy : François
- 2008 : C'est pour quand ? (court métrage) de Katia Lewkowicz : le jeune homme
- 2008 : Stella de Sylvie Verheyde : le père de Stella
- 2009 : De plaisir (court métrage) de Catherine Abécassis : Jean
- 2010 : La Meute de Franck Richard : Max
- 2010 : Qui a envie d'être aimé ? d'Anne Giafferi : Alain
- 2011 : Pourquoi tu pleures ? de Katia Lewkowicz : Arnaud
- 2012 : Mariage à Mendoza d'Édouard Delux : Xavier
- 2013 : Au bout du conte d'Agnès Jaoui : Maxime Wolf
- 2013 : Doutes de Yamini Lila Kumar : Paul Adler
- 2014 : GHB de Laetitia Masson : l'amoureux
- 2014 : Gaby Baby Doll de Sophie Letourneur : Nicolas
- 2015 : L'Art de la fugue de Brice Cauvin : Gérard
- 2015 : La Dame dans l'auto avec des lunettes et un fusil de Joann Sfar : M. Caravaille
- 2015 : Encore heureux de Benoît Graffin : Antoine
- 2015 : Vicky de Denis Imbert : Moy
- 2016 : Personal Shopper d'Olivier Assayas : Victor Hugo
- 2016 : L’Homme d'après de Clarisse Canteloube : Paul
- 2016 : Irréprochable de Sébastien Marnier : Gilles
- 2017 : Fleur de tonnerre de Stéphanie Pillonca-Kervern : Matthieu Veron
- 2017 : Numéro une de Tonie Marshall : Marc Ronsin
- 2017 : La Douleur d'Emmanuel Finkiel : Dionys Mascolo
- 2019 : Chambre 212 de Christophe Honoré : Richard
- 2020 : Divorce Club de Michaël Youn : Blaise
- 2020 : Les Apparences de Marc Fitoussi : Henri
- 2021 : Madame Claude de Sylvie Verheyde : le chef de la police
- 2021 : France de Bruno Dumont : Fred de Meurs
- 2022 : Zaï zaï zaï zaï de François Desagnat : membre du comité de soutien
- 2022 : Le Monde d'hier de Diastème : Didier Jansen
- 2022 : La Ligne d'Ursula Meier : Julien
- 2022 : Stella est amoureuse de Sylvie Verheyde : le père de Stella
- 2022 : Comme une actrice de Sébastien Bailly : Antoine
- 2023 : Un hiver en été de Laetitia Masson : Franck
- 2023 : Rosalie de Stéphanie Di Giusto : Barcelin
- 2024 : Marcello mio de Christophe Honoré
- 2024 : Quelques jours pas plus de Julie Navarro : Arthur

#### Télévision
- 2008 : Sang froid (téléfilm, France 3) de Sylvie Verheyde : Tony
- 2011 : Petite Fille (téléfilm, Arte) de Lætitia Masson : Gabriel[76],[77]
- 2019 : Capitaine Marleau (série télévisée, France 3), épisode Une voix dans la nuit de Josée Dayan : Philippe Louveau
- 2020 : The Eddy (mini-série, Netflix) : Franck Levy
- Quand l'hôpital retient son souffle (documentaire, France 5) d'Isabelle Wekstein-Steg et Olivier Taïeb : narrateur (voix)
- 2021 : Rebecca (mini-série, TF1) de Didier Le Pêcheur
- 2024 : La Fièvre (mini-série, Canal+) de Ziad Doueiri : François Marens

### Compositeur
- 2004 : Clara et moi d'Arnaud Viard
- 2004 : Ne te retourne pas de Cyril Tuschi
- 2009 : La Reine des pommes de Valérie Donzelli — chansons
- 2011 : Pourquoi tu pleures ? de Katia Lewkowicz
- 2011 : La guerre est déclarée de Valérie Donzelli — chanson Ton grain de beauté
- 2014 : L'Homme qu'on aimait trop de André Téchiné
- 2019 : All Inclusive de Fabien Onteniente
- 2021 : Et j'aime à la fureur (documentaire) d'André Bonzel
- 2023 : Beau geste (émission)
- 2024 : Maria de Jessica Palud

### Réalisateur
- 2014 : Office du tourisme (court-métrage)[78]

## Distinctions
- Victoires de la musique 2002 : Victoire de l'album révélation de l'année pour Rose Kennedy
- 15 juillet 2004 :  Chevalier de l'ordre des Arts et des Lettres
- Grand prix de l'Union nationale des auteurs et compositeurs en 2007 pour la chanson La Ceinture écrite pour Élodie Frégé
- César 2009 : nomination au César du meilleur acteur dans un second rôle pour Stella
- Grand prix international du disque de l'académie Charles Cros dans la catégorie chanson pour La Superbe le 7 janvier 2010[79] (figure sur l'album éponyme).
- Globes de Cristal 2010 : artiste masculin de l'année
- Victoires de la musique 2010 : 
  - Victoire de l'album de chansons, variétés pour La Superbe
  - Interprète masculin de l'année
- Janvier 2010 :  Officier de l'ordre des Arts et des Lettres[80](La médaille lui est remise par la ministre Aurélie Filippetti, le 10 octobre 2012.)
- Victoires de la musique 2017 : Victoire de l'album de chansons, variétés pour Palermo Hollywood
- Victoires de la musique 2021 :  
  - Victoire de l'artiste masculin[39]
  - Victoire de l'album de l'année pour Grand Prix
  - Nomination chanson originale pour Comment est ta peine ?

### Documentaire
- Dominique Fargues, Benjamin Biolay, à l'origine, France 5, 2023.